# Заречка (Житомирская область)
Заречка (укр. Зарічка) — село на Украине, основано в 1898 году, находится в Лугинском районе Житомирской области.
Код КОАТУУ — 1822881603. Население по переписи 2001 года составляет 358 человек. Почтовый индекс — 11312. Телефонный код — 4161. Занимает площадь 1,16 км².

## Адрес местного совета
11312, Житомирская область, Лугинский р-н, с.Жеревцы, Школьная, 27, тел. 9-46-69; 9-46-40